# إريك شميت
إريك شميت (بالألمانية: Erich Friedrich Schmidt)‏ (و. 1897 – 1964 م) هو عالم إنسان، وعالم آثار من ألمانيا، والولايات المتحدة، ولد في بادن بادن، توفي في سانتا باربارا، كاليفورنيا، عن عمر يناهز 67 عاماً.

## التعليم
تعلم في جامعة كولومبيا.